# Cubjac-Auvézère-Val d'Ans
Cubjac-Auvézère-Val d'Ans é uma comuna francesa na região administrativa da Nova Aquitânia, no departamento da Dordonha. Estende-se por uma área de 39.56 km². Em 2010 a comuna tinha 1 097 habitantes (densidade: 27,7 hab./km²).
Foi criada em 1 de janeiro de 2017, a partir da fusão das antigas comunas de Cubjac (sede da comuna), La Boissière-d'Ans e Saint-Pantaly-d'Ans.